# Sven Linderot

Sven "Sven-Lasse" Harald Linderot, före 1918 Larsson, född 8 oktober 1889 i Skedevi församling, Östergötlands län, död 7 april 1956 i Sankt Görans församling, Stockholm, var en svensk journalist och politiker (kommunist), riksdagsman (första kammaren) 1939–49, partiordförande i Sveriges kommunistiska parti 1929–51 och huvudredaktör för Norrskensflamman 1925–27.

## Biografi
Linderots föräldrar var statare. Han arbetade 1900–12 som glasblåsare vid Reijmyre glasbruk och deltog i storstrejken 1909. Efter deltagande i ytterligare strejker blev han svartlistad 1912. Åren 1907–12 var han ledamot av styrelsen for Stockholmsdistriktet av Socialdemokraterna och 1912–14 var han symaskinsförsäljare i Stockholm. Därefter var Linderot agitator för Svenska fabriksarbetareförbundet och från 1915 ombudsman för Svenska handelsarbetareförbundet. Han var 1916–17 sekreterare i Socialdemokratiska ungdomsförbundet, och när detta bröt med moderpartiet socialdemokraterna följde han med till Sveriges socialdemokratiska vänsterpartis ungdomsförbund, där han 1917–21 var han ordförande. Från 1923 var Linderot journalist på Norrskensflamman och chefredaktör där 1925–27.

### Partiordförande
Linderot var ordförande i Sveriges kommunistiska parti 1929–51 och ledamot av första kammaren i riksdagen 1939–49. I sin roll som partiordförande försökte han balansera mellan Kominterns revolutionära linje och sin egen tro på en fredlig väg till socialismen via samarbete med socialdemokratin och den övriga arbetarrörelsen. Linderot var en ofta uppmärksammad debattör i riksdagen, men fick inget stort inflytande utanför det egna partiet, trots att detta under hans ledning nådde röstetalet 10,3 procent i andrakammarvalet 1944. Under efterkrigstiden och kalla krigets inledning saknades förutsättningar för Linderots enhetsfrontstaktik. Han avgick som riksdagsman efter det stora nederlaget i andrakammarvalet 1948, där partiet endast fick 6,31 procent av rösterna, och som partiordförande 1951.

### Internationella uppdrag
Vid Kominterns sjunde kongress i Moskva 1935 valdes Linderot till dess exekutivkommitté. Bland hans internationella insatser kan även nämnas positionen som andre styrman på fartyget Eskilstuna III, som var den första båten att bryta blockaden mot det nybildade Sovjetryssland i maj 1919.

## Privat
Linderot var från 1918 gift med Gerda Linderot (född Rasmusson), även hon riksdagsledamot för SKP. Tillsammans hade de ett adoptivbarn, Ina Linnéa (1926–2022).
Linderot avled 1956 och är begraven på Skogskyrkogården i Stockholm. Vid hans begravning talade författaren Moa Martinson.